# Turistická značená trasa 8648
 Turistická značená trasa 8648 měří 17,2 km; prochází Gaderskou a Dedošovou dolinou a spojuje obec Blatnica a vrchol Kráľova skala v pohoří Velké Fatry na Slovensku.

## Průběh trasy
Z obce Blatnica velmi lehce stoupá Gaderskou dolinou po zpevněné cestě proti proudu Gederského potoka, míjí odbočku na hrad Blatnica (krátká odbočka  8648Z) a pokračuje k ústí Dedošové doliny. Tady je odbočit k Čertově bráně (krátká odbočka  8648I). Dedošovou dolinou trasa vystoupá, v závěru velmi prudce, okolo Kráĺovej skaly (krátká odbočka  8648V) k rozcestí Kráľova studňa - prameň..
| Km   | Místo                    | Navazující a křižující trasy | Souřadnice                       | Nadmořská výška |
| ---- | ------------------------ | ---------------------------- | -------------------------------- | --------------- |
| 0    | Blatnica                 | 5634                         | 48°56′14″ s. š., 18°55′32″ v. d. | 500 m n. m.     |
| 1    | Blatnica - památník      | 5634                         | 48°55′53″ s. š., 18°56′1″ v. d.  | 505 m n. m.     |
| 1,7  | Ústie Konského dolu      | 2724                         | 48°56′10″ s. š., 18°56′15″ v. d. | 512 m n. m.     |
| 2,4  | Odbočka na hrad Blatnica | 8648Z                        | 48°56′28″ s. š., 18°56′32″ v. d. | 521 m n. m.     |
| 2,9  | Ústie Vápennej doliny    | 2724                         | 48°56′41″ s. š., 18°56′48″ v. d. | 527 m n. m.     |
| 8,2  | Dedošová dolina - ústie  | 8648I                        | 48°56′37″ s. š., 19°0′20″ v. d.  | 621 m n. m.     |
| 11,9 | Škap                     |                              | 48°55′23″ s. š., 19°2′15″ v. d.  | 765 m n. m.     |
| 14   | Drobkov                  | 5640                         | 48°54′23″ s. š., 19°2′36″ v. d.  | 850 m n. m.     |
| 15,3 | Veterné                  |                              | 48°53′45″ s. š., 19°2′57″ v. d.  | 895 m n. m.     |
| 16,9 | Pri Kráľovej skale       | 8648V                        | 48°53′7″ s. š., 19°2′51″ v. d.   | 1349 m n. m.    |
| 17,2 | Kráľova studňa - prameň  | 0801, 5634                   | 48°53′0″ s. š., 19°2′48″ v. d.   | 1325 m n. m.    |

### značená odbočka 8648Z
Turistická značená trasa 8648Z měří 0,8 km; spojuje rozcestí v Dedošové dolině Odbočka na hrad Blatnica a hrad Blatnica.
Pozvolně stoupá necelý kilometr zalesněným terénem od rozcestí Odbočka na hrad Blatnica ke zřícenině hradu Blatnica.
| Km  | Místo                    | Navazující a křižující trasy | Souřadnice                       | Nadm. výška |
| --- | ------------------------ | ---------------------------- | -------------------------------- | ----------- |
| 0   | Odbočka na hrad Blatnica | 8648                         | 48°56′28″ s. š., 18°56′32″ v. d. | 521 m n. m. |
| 0,8 | hrad Blatnica            |                              | 48°56′49″ s. š., 18°56′49″ v. d. | 600 m n. m. |

### značená odbočka 8648I
Turistická značená trasa 8648I měří 0,5 km; spojuje rozcestí Dedošová dolina - ústie v Dedošové dolině a skalní útvar Čertova brána.
Velmi pozvolně stoupá půl kilometru zalesněným terénem od rozcestí Dedošovská dolina - ústie ke skalnímu útvaru Čertova brána.
| Km  | Místo                     | Navazující a křižující trasy | Souřadnice                      | Nadm. výška |
| --- | ------------------------- | ---------------------------- | ------------------------------- | ----------- |
| 0   | Dedošovská dolina - ústie | 8648                         | 48°56′37″ s. š., 19°0′20″ v. d. | 621 m n. m. |
| 0,5 | Čertova brána             |                              | 48°56′22″ s. š., 19°0′20″ v. d. | 642 m n. m. |

### značená odbočka 8648V
Turistická značená trasa 8648V měří 0,2 km; spojuje rozcestí Pri Kráľovej skale a vrchol Kráľova skala.
Krátká odbočka v prcvní části po louce, v závěru skalním terénem.
| Km  | Místo              | Navazující a křižující trasy | Souřadnice                     | Nadm. výška  |
| --- | ------------------ | ---------------------------- | ------------------------------ | ------------ |
| 0   | Pri Kráľovej skale | 8648                         | 48°53′7″ s. š., 19°2′51″ v. d. | 1349 m n. m. |
| 0,2 | Kráľova skala      |                              | 48°53′9″ s. š., 19°2′48″ v. d. | 1377 m n. m. |

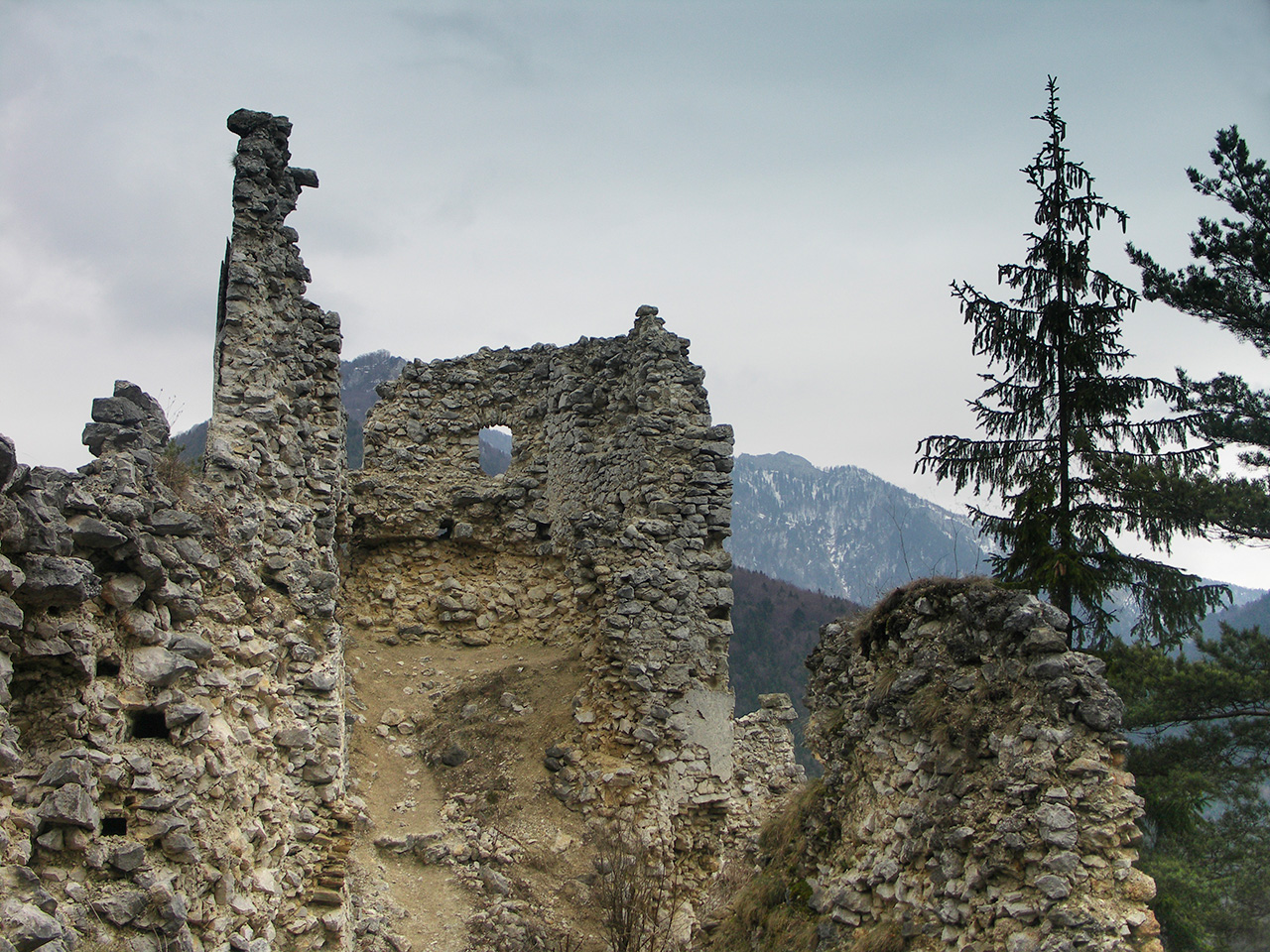
Blatnický hrad
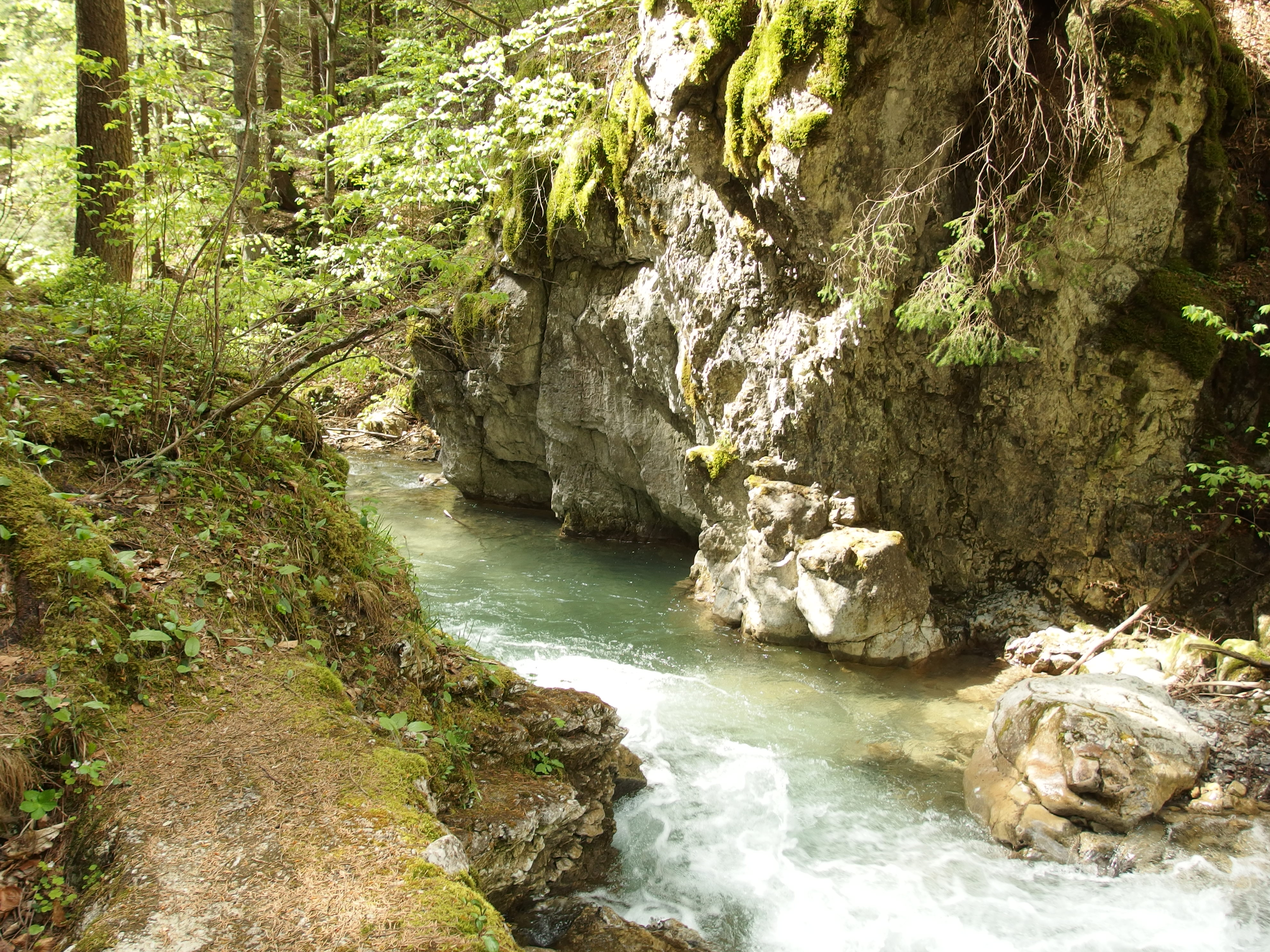
Dedošová dolina - ústie
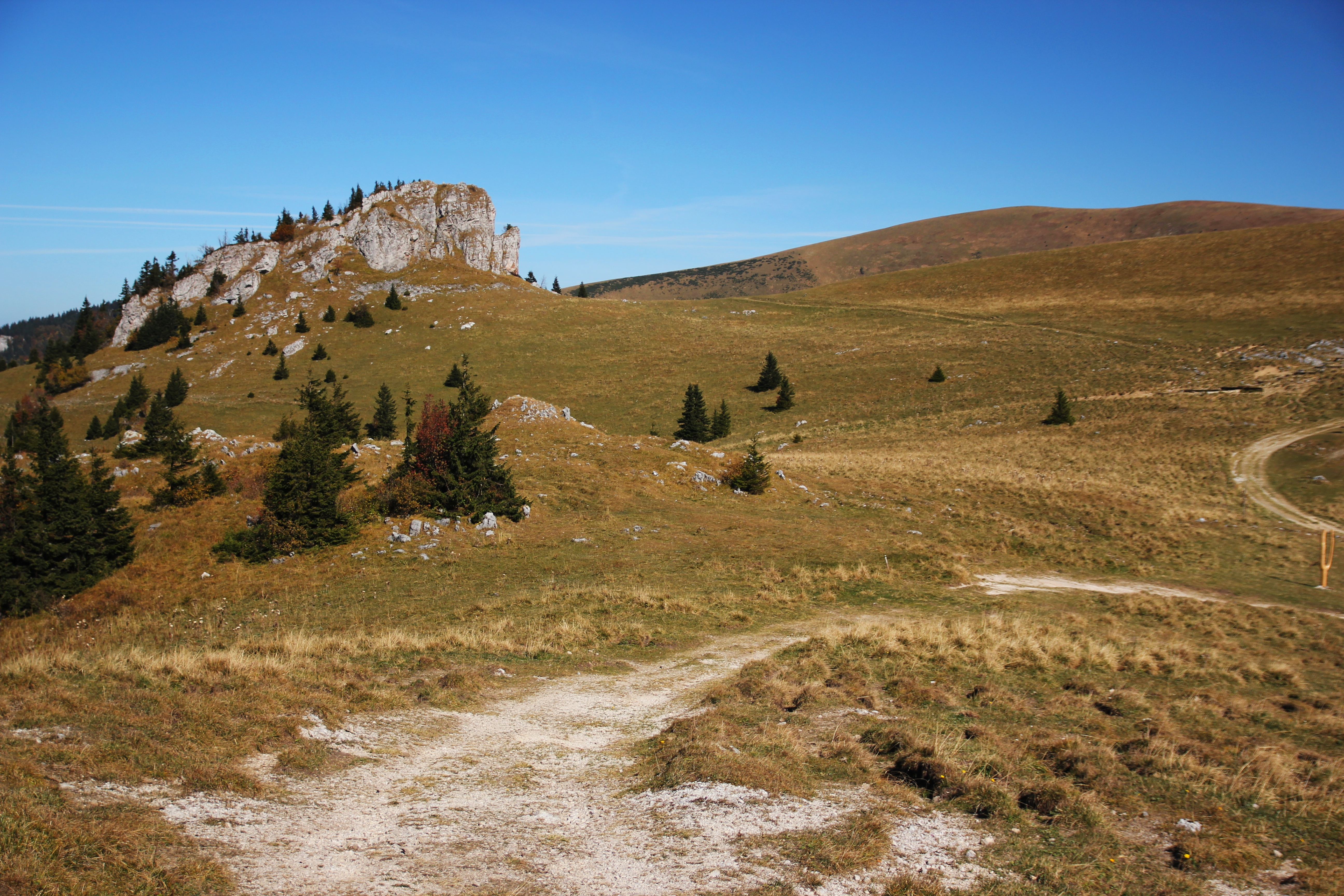
Kráľova skala